# Héctor Suárez Gomiz
Héctor Suárez Gomíz (ur. 6 grudnia 1968 w Meksyku) – meksykański aktor telewizyjny, teatralny i filmowy.

## Filmografia

### Filmy fabularne
- 1987: Światło księżyca (Moon Spell)
- 1991: Federal de narcoticos (Division Cobra)
- 1992: Osiągnięcia gwiazdy (Más que alcanzar una estrella) jako Alejandro
- 1992: Tres son peor que una jako Enrique
- 1994: El tesoro de Clotilde
- 1994: La quebradita jako Víctor
- 2007: Długa noc (One Long Night) jako Felix

### Telenowele
- 1984: Principessa
- 1989: Moja druga matka (Mi segunda madre) jako Ramón
- 1990: Dotrzeć do gwiazd (Alcanzar una estrella) jako Pedro Lugo
- 1991: Dotrzeć do gwiazd II (Alcanzar una estrella II) jako Pedro Lugo
- 1993: Sny miłości (Sueño de amor) jako Poncho
- 1997: Zdrowie, bogactwo i miłość (Salud, dinero y amor) jako El Tacubayo
- 1998: Paloma (Preciosa) jako Lorenzo 'Pantera' Ortiz
- 1999: Piekło w raju (Infierno en el Paraíso) jako Ricardo Selma
- 2000: Mała księżniczka (Carita de ángel) jako Omar Gasca
- 2000: Szaleństwo miłości (Locura de amor) jako pilot lotniczy
- 2001: Projektant obu płci (Diseñador ambos sexos) jako Juan Felipe Martínez
- 2006: Bezwarunkowa miłość (Amor sin condiciones) jako Braulio
- 2007: Ostatnia godzina (Tiempo final) jako hydraulik
- 2007: Ostatnia godzina (Tiempo final) jako Jose
- 2007: Zorro (Zorro: la espada y la rosa) jako kapitan Anibal Pizarro – prawa ręka Montero